# Salvadore Cammarano
Salvadore Cammarano, italijanski libretist, * 19. marec 1801, Neapelj, † 17. julij 1852, Neapelj, Italija.
Napisal je veliko opernih besedil za znane in danes neznane skladatelje. Bil je direktor neapeljskega gledališča Teatro San Carlo. 
Smrt ga je prehitela pri pisanju libreta za Verdijevega Trubadurja, zato ga je po osnutkih in skicah dokončal Leone Emanuele Bardare. Manj znano pa je, da je z Verdijem načrtoval veliko opero Kralj Lear po Shakepearovi drami, kar pa je zaradi prezgodnje libretistove smrti ostalo le pri osnutkih - libreto je dokončal Antonio Somma (tudi Verdi je kljub močni želji ni nikoli dokončal).

## Libreta (izbor)
- Inês de Castro (Giuseppe Persiani, 1835)
- Lucia di Lammermoor (Gaetano Donizetti, 1835)
- Belisario (Donizetti, 1836)
- Roberto Devereux (Donizetti, 1837)
- Vestalka (Saverio Mercadante, 1840)
- Saffo (Giovanni Pacini, 1840)
- Luigi Rolla (Federico Ricci, 1841)
- Vasco da Gama (Mercadante, 1845)
- Alzira (Giuseppe Verdi, 1845)
- Merope (Pacini, 1847)
- Poliuto (Donizetti, 1848)
- Bitka pri Legnanu (Verdi, 1849)
- Luisa Miller (Verdi, 1849)
- Medeja (Mercadante, 1851)
- Trubadur (Verdi, 1853)
- Virginia (Mercadante, 1866)

1. 1 2 3 4  Record #115458085 // Gemeinsame Normdatei — 2012—2016.
2. 1 2  data.bnf.fr: platforma za odprte podatke — 2011.
3. 1 2  Archivio Storico Ricordi — 1808.